# Napalm Records
Napalm records est un label discographique indépendant autrichien, spécialisé dans le heavy metal et le hard rock. Il est l'un des plus gros label de metal extrême.

## Histoire

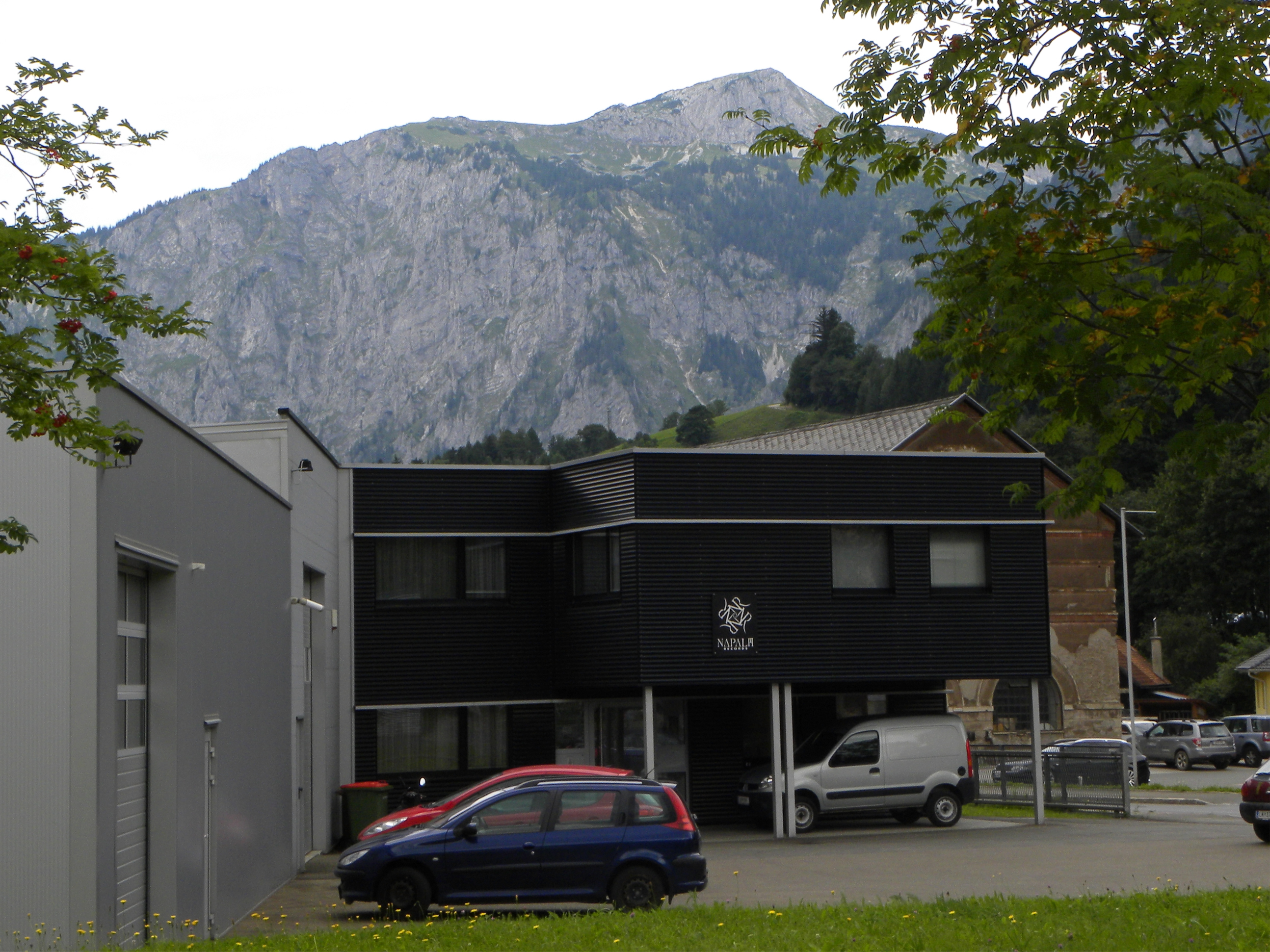
Bâtiment du label en Autriche, en 2012.

À l'origine, le label se focalisait principalement sur les scènes black metal, avec les groupes Abigor, Summoning, Nåstrond et Ildjarn, et folk metal, avec Falkenbach et Vintersorg. Ce n'est que plus tard que le label s'étend au metal gothique, au metal symphonique, au power metal et au folk metal. Napalm Records a aussi publié quelques artistes de stoner rock comme Monster Magnet, Karma to Burn et Brant Bjork. Après la sortie de l'album Satanized et la fin du contrat existant, Abigor se sépare de Napalm Records et rejoint End All Life Productions.
La croissance du label et son passage à de tels groupes a également été la raison pour laquelle Nåstrond a quitté le label : Pour le membre du groupe Karl NE, « c'était probablement la raison pour laquelle il était impossible de continuer avec Napalm Records, car notre ambition n'a jamais été de faire partie d'un grand conduit commercial, ce qui empêche les développements individuels. Je n'ai pas suivi leurs formes ultérieures ».
En décembre 2020, Napalm Records rachète le label allemand de rock et metal SPV.
Napalm Records a sa propre maison d'édition : Iron Avantgarde Publishing.

## Critique
En 2007, le magazine Rock Hard publie un article sur le national socialist black metal. Comme le label proposait dans sa boutique en ligne, outre des groupes apolitiques, des groupes ouvertement d'extrême droite, le magazine s'est renseigné auprès de lui ; Markus Riedler, propriétaire de Napalm Records, a qualifié les questions d'« insolentes » et « diffamantes » ; il a fait contrôler tous les produits et en a même refusé certains ; la boutique en ligne est gérée par un « véritable spécialiste du metal ». Des groupes comme Nokturnal Mortum, Infernum, Graveland, Totenburg et Ad Hominem étaient encore vendus sur la boutique en ligne du label à la date de clôture de la rédaction, et le responsable du mailorder, Karl Kern, semble connaître les liens transversaux au sein de l'aile d'extrême droite. Les groupes mentionnés ne figurent pas sur la boutique en ligne en 2014.

## Groupes et artistes
Groupes et artistes notables présents et anciens (en 2021), :
- Abigor
- Accept[7]
- Ad Infinitum
- Adept
- Æther Realm[8]
- Aephanemer
- Alestorm
- Alter Bridge[9]
- Alunah[10]
- Arkona
- Angus McSix[11]
- Artas
- Audrey Horne
- Battlelore
- Batushka[12]
- Before the Dawn[13]
- Be'lakor[14]
- Belphegor
- Beseech
- Beyond All Recognition
- Bloodbath[15]
- Bomber[16]
- Bornholm[17]
- Brant Bjork
- Brymir[18]
- Burning Witches[19]
- The Bulletmonks
- Candlemass
- Civil War
- Cobra Spell[20]
- Cvlt Ov The Svn[21]
- Crypta[22]
- Dagoba[23]
- Dargaard
- Darkwell
- The Dark Side of the Moon[24]
- Darkwoods My Betrothed[25]
- Dawn of Disease
- Death Dealer Union[26]
- Delain
- Destruction[27]
- DevilDriver
- Diabulus in Musica
- Die Verbannten Kinder Evas
- Dominion III
- Draconian
- DragonForce[28]
- Dust Bolt
- Edenbridge
- Elis
- Elvellon[29]
- Enthroned (chez Regain Records désormais)
- Fairyland
- Falkenbach
- Fejd
- Feuerschwanz
- Gigan
- Glittertind
- Gloryhammer
- Grave Digger[30]
- HammerFall[31]
- Heidenrich
- Heidevolk
- Hollenthon
- Hoobastank[32]
- Ice Ages
- In Battle
- Infected Rain
- Ignea
- Intense
- Iron Fire
- Isole
- Jaldaboath
- Jinjer
- Jungle Rot
- Kampfar
- Karma to Burn
- Kontrust
- Korpiklaani (chez Nuclear Blast désormais)
- Lacrimas Profundere
- Leaves' Eyes
- Lunatica
- Mehida
- Midnattsol
- Monster Magnet
- Moonspell[33]
- Mortemia
- Myriads
- Nightmare
- Oomph!
- Paddy and the Rats
- Phantasma
- Power Quest
- Powerwolf
- Product of Hate[34]
- Revolution Renaissance
- Rumahoy
- Russkaja
- Saltatio Mortis
- Serenity
- Siebenbürgen
- Sisters of Suffocation
- Skálmöld
- Skindred
- Sleeping Romance
- Stream of Passion[35],[36]
- Stuck Mojo
- Summoning
- Svartsot
- The Sins of Thy Beloved
- The New Roses
- Trail of Tears
- Tristania
- Týr
- Unleash the Archers
- Van Canto
- Vesania
- Villagers of Ioannina City
- Vintersorg
- Visceral Evisceration
- Visions of Atlantis
- Warbringer
- Warfect
- WeltenBrand
- Wind Rose
- Xandria
- Ye Banished Privateers
- 9 MM